# Frullania obscurifolia
Frullania obscurifolia là một loài rêu tản trong họ Jubulaceae. Loài này được Mitt. miêu tả khoa học lần đầu tiên năm 1878.